# Дет ин Джун
„Дет ин Джун“ (на английски: Смърт през юни) е неофолк група на английския музикант Дъглас Пиърс.
Групата е сформирана във Великобритания през 1981 като трио, но след промени от 1984 – 1985 година проекта се реализира само от Дъглас Пиърс и негови сътрудници. Групата променя през годините неколкократно стила и представянето си от пост-пънк и индустриал към акустични и фолклорно ориентирани изпълнения. Групата е критикувана заради тематични изпълнения свързани с Нацистка Германия и заимствана символика, а част от записите ѝ са забранени в Германия след 2005 година. Дъглас Пиърс е гей.

## Дискография
- The Guilty Have No Pride (1983)
- Burial (1984)
- Nada! (1985)
- The World That Summer (1986)
- Brown Book (1987)
- The Wall of Sacrifice (1989)
- Östenbräun (1989)
- But, What Ends When the Symbols Shatter? (1992)
- Rose Clouds of Holocaust (1995)
- Death in June Presents: Occidental Martyr (1995)
- Death in June Presents: KAPO! (1996)
- Scorpion Wind: Heaven Sent (1996)
- Take Care & Control (1998)
- Operation Hummingbird (2000)
- All Pigs Must Die (2001)
- Death in June & Boyd Rice: Alarm Agents (2004)
- Free Tibet (2006) само за сваляне в MP3 формат
- The Rule of Thirds (2008)
- Peaceful Snow/Lounge Corps (2010)
- The Snow Bunker Tapes (2013)